# Alonso de Ovalle
Alonso de Ovalle (Santiago; 27 de julio de 1601—Lima; mayo de 1651) fue un historiador, ilustrador, cronista y sacerdote español nacido en Chile, autor de la "Histórica relación del Reyno de Chile".

## Biografía
Fue hijo de Francisco Rodríguez del Manzano y Ovalle, y de María Pastene y Lantadilla (nieta de Juan Bautista Pastene Solimana, Almirante), poderosos encomenderos, dueños de la Hacienda de Peñalolén, de tierras en Puangue y de la Hacienda de Taguatagua.

## Sacerdote jesuita
Estudió Teología y fue ordenado sacerdote jesuita después de 11 años de estudios, dedicándose desde entonces a la enseñanza y las misiones.
Ovalle tuvo que viajar a Madrid y Roma como procurador de la Viceprovincia jesuita de Chile, y fue en este último lugar donde escribió y publicó su "Histórica relación del Reyno de Chile" (1646).
Había iniciado esta obra por el desconocimiento y la ignorancia que se tenía sobre su patria: 

"Habiéndome venido del reino de Chile y hallando estos de Europa tan poco conocimiento de él que en muchas partes aun ni sabían su nombre, me vi obligado a satisfacer el deseo que me instaron diese conocer lo que era tan digno era de saberse". El libro consistía en seis partes, dos para la naturaleza, uno para los indígenas, dos a la conquista, uno a la Guerra de Arauco, y uno (el más largo) a la evangelización.
Alonso de Ovalle

El estilo de Ovalle es considerado un ejemplo del uso canónico de la lengua castellana, como lo prueba el que fuese incluido entre una de las fuentes en la primera edición del Diccionario de Autoridades, publicado por la Real Academia Española. Ovalle fue uno de los dos únicos americanos incluidos como autoridad, siendo citado en 47 entradas, incluyendo, curiosamente, la del diminutivo "conejillo". Ocupó el puesto 16.º, en cuanto a número de citas, entre las 51 autoridades del diccionario.

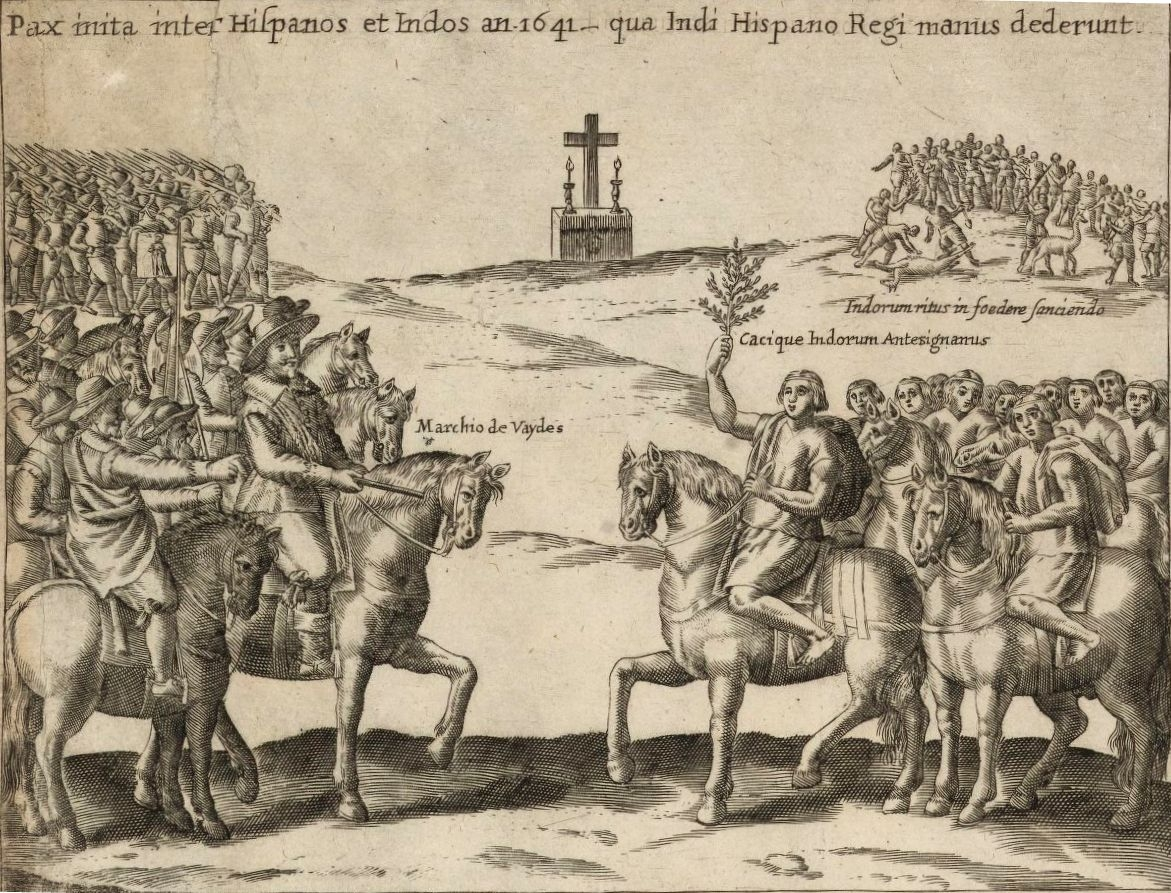
El Parlamento de Quilin según ilustración realizada en la obra de Ovalle (1646).

Uno de los mejores ejemplos de su manejo del lenguaje es la descripción de la cordillera: 

"lo que he visto muchas veces es que cuando después de algún buen aguacero, que suele durar dos y tres y más días, se descubre esta cordillera aparece toda blanca desde su pie y hasta de los primeros y anteriores montes que están delante y causa una hermosísima vista, porque el aire de aquel es tan puro y tan limpio que pasado el temporal, aunque sea en lo más riguroso del invierno, lo despeja de manera que no aparece en él una nube, ni se ve en muchos días y entonces, rayando el sol en aquella inmensidad de nieves y en aquellas empinadas laderas y blancos costados y cuchillas de tan dilatadas sierras, hacen una vista que aun a los que nacemos allí y que estamos acostumbrados a ella, nos admira y da motivos de alabanza al creador, que tal belleza pudo crear".
Alonso de Ovalle

La Histórica relación fue publicada en Roma en el año 1646 simultáneamente en español y en italiano.